# Bug Bomber
Bug Bomber, scritto anche Bugbomber nella schermata introduttiva, è un videogioco rompicapo d'azione pubblicato nel 1992 per Amiga, Commodore 64 e MS-DOS dalla Kingsoft.
È ambientato all'interno di un surreale computer, dove i nemici rappresentano bug informatici. Si svolge in un labirinto a schermo fisso, dove i personaggi dei giocatori possono piazzare strategicamente diversi tipi di oggetti, tra cui bombe che esplodono nei corridoi come nella più nota serie di Bomberman. Infatti venne spesso considerato un'imitazione di Dyna Blaster, seguito di Bomberman che era recentemente uscito per Amiga dando celebrità alla serie in Europa.

## Modalità di gioco
Il gioco si svolge su un'area rettangolare a schermo fisso, suddivisa in 15x11 caselle, dove ogni giocatore può muovere nelle quattro direzioni un proprio personaggio di aspetto differente. Diverse caselle sono sempre occupate da blocchi fissi non oltrepassabili, decorati come i tasti di un personal computer. Altri blocchi colorati e distruttibili si possono trovare in posizioni variabili, formando nel complesso un labirinto. Lo scopo è eliminare tutti gli avversari.
Possono partecipare fino a 4 giocatori in simultanea, servendosi di un adattatore per 4 joystick oppure facendo utilizzare la tastiera a due dei giocatori. Nella modalità giocatore singolo, oppure nel multigiocatore cooperativo, si affronta una serie di livelli con l'obiettivo di eliminare tutti i nemici controllati dal computer. Nel multigiocatore competitivo si combatte tutti contro tutti, e si può impostare anche la quantità e abilità di ulteriori nemici controllati dal computer.
Combinando il pulsante/tasto di fuoco con il movimento nelle quattro direzioni, ogni giocatore può piazzare diversi tipi di oggetti sulla casella in cui si trova. Nel pannello informativo sulla destra dello schermo compare un'icona che rappresenta l'oggetto selezionato. Ogni piazzamento costa energia, con prezzi variabili a seconda del tipo di oggetto. Si inizia con 100 unità di energia ed è possibile raccogliere ricariche che compaiono sulle caselle. L'energia rappresenta anche la resistenza del personaggio, che se la esaurisce perde una vita; inoltre, man mano che diventa più debole, il personaggio rallenta, cosa che avviene anche ai nemici controllati dal computer.
Gli avversari computerizzati compaiono progressivamente sullo scenario sotto forma di uova, che si schiudono in breve tempo facendo uscire un essere robotico di tipo variabile. I nemici vagano per il labirinto e danneggiano l'energia dei giocatori se li toccano. I giocatori possono distruggere le uova usando le bombe, ma una volta che sono schiuse si possono usare altre armi contro i nemici.
I giocatori possono piazzare:
- Blocco distruttibile del proprio colore.
- Bomba, stile Bomberman, che pochi istanti dopo esplode eliminando blocchi colorati, uova del computer o dei giocatori, mine, e danneggiando personaggi e nemici, incluso il giocatore stesso se non si allontana in fretta. L'esplosione si estende sempre di una casella in orizzontale e verticale, ma sono possibili reazioni a catena. A differenza di Bomberman non ci sono potenziamenti per le bombe[7].
- Saetta, che parte e colpisce un nemico se lo vede sulla stessa linea. Se non passa nessun avversario, dopo pochi istanti la saetta sparisce.
- Mina, che esplode se un nemico ci passa sopra, oppure esplode comunque dopo un po' di tempo.
- Uovo, che dopo un po' si schiude liberando un robot alleato con il giocatore, di tipo selezionabile:
  - Energy, immobile, una ricarica di energia da raccogliere.
  - Painter, vaga e cambia colore alle uova avversarie, facendole diventare proprie.
  - Cruncher, vaga e distrugge i blocchi del proprio colore.
  - Hunter, insegue nemici o giocatori avversari, dando priorità al più forte.
  - Killer, un carro armato che rilascia saette come quelle del giocatore.

Sulle caselle possono comparire i power-up IQ+, che se raccolti aumentano il "quoziente d'intelligenza" dei propri robot, rappresentato da una faccina nel pannello informativo. In tal modo il loro comportamento, ad esempio l'abilità nell'inseguire, migliora.
Nelle uova nemiche che compaiono spontaneamente possono esserci buona parte delle stesse creature che si trovano nelle uova dei giocatori, inoltre alcuni tipi di robot possono essere generati solo dalle uova del computer:
- Ghost, può attraversare i blocchi
- Runner, veloce e forte
- Miner, può depositare mine
- Builder, può costruire blocchi
- Flash, veloce e piazza bombe rapidamente al contatto

I livelli nel gioco singolo/cooperativo sono 50 e ogni 10 si riceve una password per ricominciare le partite da quel punto. I livelli non hanno la stessa conformazione a ogni partita, ma sulla confezione ne sono dichiarati 1600 possibili; nello stesso livello può cambiare la disposizione degli elementi mobili, ma non il numero. Comunque, anche avanzando nel gioco, i livelli presentano poche variazioni. I blocchi fissi in particolare restano sempre identici.

## Accoglienza
Bug Bomber fu recensito mediamente piuttosto bene dalla stampa europea dei suoi tempi, spesso con particolari apprezzamenti per la modalità multigiocatore.
La versione Commodore 64 ottenne molti giudizi complessivi equivalenti a un voto in decimi tra il 7 e il 9. Tra le riviste più entusiaste ci fu Commodore Format (voto 86%) che apprezzava tra l'altro come il gioco dia la possibilità di affrontare i nemici con molte strategie diverse.
La versione Amiga, pubblicata per prima, ottenne giudizi più contrastanti, ma comunque molti furono buoni, con voti complessivi intorno all'80%, qualcuno fu più verso la sufficienza e qualcuno negativo.
La giocabilità era solitamente apprezzata, mentre come punto debole venne spesso individuato l'aspetto grafico, relativamente scialbo e limitato rispetto alle capacità dell'Amiga.
La versione MS-DOS è molto fedele all'originale Amiga.